# Деларю, Данила Андреевич
Данила Андреевич Деларю (1776 — ?) — статский советник, начальник архива инспекторского департамента Главного штаба.
Из дворян Лифляндской губернии, окончил Сухопутный шляхетский корпус, в 1795 году — поручик, в 1800 году — штабс-капитан, в 1805 году отставлен майором в гражданскую службу, статский советник.
Служил при военном министерстве; был начальником архива Инспекторского департамента.
Был женат на казанской дворянке Наталье Сергеевне Левашовой, за женой в Оренбургской губернии имел 24 души крестьян, в с. Чернышевка Тетюшского уезда — 40 душ крестьян, в д. Макаровке Лаишевского уезда — 118 душ крестьян. Его сын, Михаил Данилович Деларю. Его внуком был Даниил Михайлович Деларю (1839—1905), математик.
Род Деларю внесён в 3-ю часть дворянской родословной книги Казанской губернии по определению Казанского дворянского депутатского собрания от 25 июля 1816, утверждён указом Герольдии от 31 января 1841.